# Yang Shuo
Yang Shuo (chinesisch 楊朔 / 杨朔, Pinyin Yáng Shuò; * 28. April 1913 in Penglai, Provinz Shandong; † 3. August 1968) war ein chinesischer Lyriker und Essayist. Er hinterließ über 100 Gedichte und viele Essays.